# نازو
نازو (به ایتالیایی: Naso) یک کومونه در ایتالیا است که در استان مسینا واقع شده‌است.

## خصوصیات
نازو ۳۶ کیلومترمربع مساحت و ۴٬۰۷۰ نفر جمعیت دارد و ۴۹۰ متر بالاتر از سطح دریا واقع شده‌است.